# 計元勛
計元勛（1574年—1659年），字冠五，號明葵，别署竹芦圃主人，浙江嘉興府嘉善縣人。明朝政治人物。

## 生平
萬曆三十四年（1606年）丙午科浙江鄉試第八名舉人，萬曆三十五年丁未（1607年）科進士，禮部觀政，三十六年戊申（1608年）授福建龍溪縣知縣，四十二年甲寅（1614年）迁南京吏部驗封司主事，四十六年戊午（1618年）升本司郎中。天启二年（1622年），丁父憂去職。服闋，天启五年乙丑（1625年）起复南京考功司郎中。
天啟六年（1626年），升山东右参政、分巡济南道。天啟七年（1627年）六月，山東謀建魏忠贤生祠，遂挂冠歸。崇禎時，累荐不起。居家杜迹城市，乡党推为祭酒。

## 家族
曾祖计棱，祖父计遂（赐八品寿官），父亲计尚文（封济南道参政）、母亲朱氏。严侍下。兄计元佐，弟计元勤、计元勣。子计嘉佑、计嘉吉、幼子失考。孙辈有计善、计能、计敬、计正、计法、计辨，号称“嘉善六计”。